# فرح‌بخش ستودی نمین
فرح‌بخش ستودی نمین (۱۳۲۱ در اردبیل - ۱۳۸۸ در نمین) مورخ و از پیشگامان فرهنگ اردبیل و نمین بود.

## فعالیت‌های فرهنگی
ستودی نمین که نویسنده کتاب تاریخ و فرهنگ نمین است سالیان متمادی اقدام به نوشتن و ثبت و ضبط وقایع، ارزش‌ها و گردآوری آثار برجای مانده از گذشتگان این سامان در حوزه فرهنگ و احیای میراث فرهنگی و معنوی کرد. او درعرصه ادبیات شفاهی چند کتاب تألیف نموده‌است و سه عنوان دیگر کتاب از او نیز زیر چاپ است.

## درگذشت
وی در سال ۱۳۸۸ در سن ۶۷ سالگی در نمین اردبیل درگذشت.
بنیاد دائرةالمعارف استان اردبیل با انتشار پیام تسلیتی درگذشت این محقق و نویسنده شهیر را ضایعه‌ای دردناک برای مردم استان اردبیل و جامعه پژوهندگان و اصحاب قلم و اندیشه کشور دانست.